# Parapsallus vittelinus
Parapsallus vittelinus – gatunek pluskwiaka z podrzędu różnoskrzydłych i rodziny tasznikowatych (Miridae). Jedyny polski przedstawiciel rodzaju Parapsallus.

## Budowa ciała
Owad ma ciało długości od 2,8 do 3,3 mm o kształcie owalnym, lekko wydłużonym. Ciało pokryte jest jasnożółtej do ciemnopomarańczowej barwy, pokryte jasnymi i ciemnymi włoskami. Tarczkę posiada jasną, czasem lekko pomarańczową. Odnóża również jasne z ciemnymi kropkami i kolcami na goleniach.

## Tryb życia
Pluskwiak ten jest drapieżnikiem polującym na roztocza i mszyce, występującym na modrzewiu lub rzadziej innych drzewach iglastych. Imagines pojawiają się od czerwca do lipca. Zimują jaja. Posiada jedno pokolenie rocznie.

## Występowanie
Owad ten występuje w dużej części Europy, wschodniej Rosji i Korei. Zawleczony został także do Ameryki Północnej. W Polsce dość częsty, głównie na południu kraju.